# 里夫内 (沃兹德维日夫卡市镇)
47°43′8″N 36°2′5″E / 47.71889°N 36.03472°E
里夫內（烏克蘭語：Рівне）是位於烏克蘭東南部的村莊，由扎波羅熱州波洛希區的沃茲德維日夫卡市鎮負責管轄。該村始建於1907年，面積0.37平方公里，海拔高度132米，2001年人口53，人口密度每平方公里141.7人。